# شونساکو اوکودا
شونساکو اوکودا (انگلیسی: Shunsaku Okuda؛ زادهٔ ۱۱ ژوئیهٔ ۱۹۷۱) موسیقی‌دان، تهیه‌کننده اهل ژاپن است.